# 1763 în literatură
Anul 1763 în literatură a implicat o serie de evenimente și cărți noi semnificative.  

## Cărți noi
- Frances Brooke - The History of Lady Julia Mandeville
- James Grieve - traducere a History of Kamtschatka de Stepan Krasheninnikov
- Susannah Minifie și Margaret Minifie - The Histories of Lady Frances S---- and Lady Caroline S----
- John Langhorne - The Letters that Passed Between Theodosius and Constantia
- The Peregrinations of Jeremiah Grant (anonim)
- Cao Xueqin - The Chronicles of the Stone